# Niederliegender Krähenfuß
Der Niederliegende Krähenfuß (Lepidium coronopus), auch Gewöhnlicher Krähenfuß, oder Warzen-Krähenfuß genannt, ist eine Pflanzenart aus der Gattung der Kressen (Lepidium) innerhalb der Familie der Kreuzblütengewächse  (Brassicaceae).

## Beschreibung

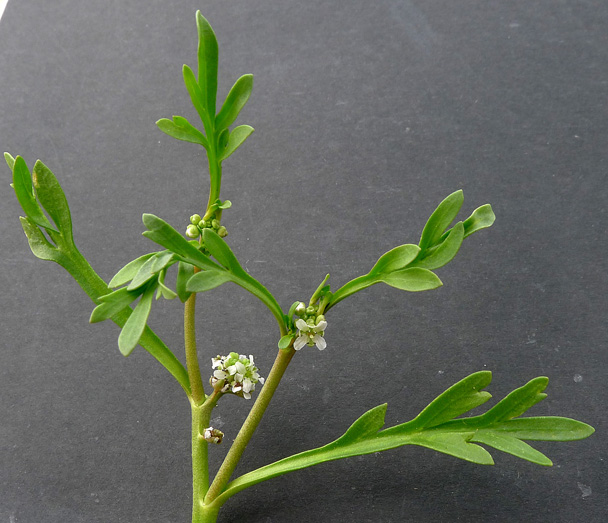
Blütenstand

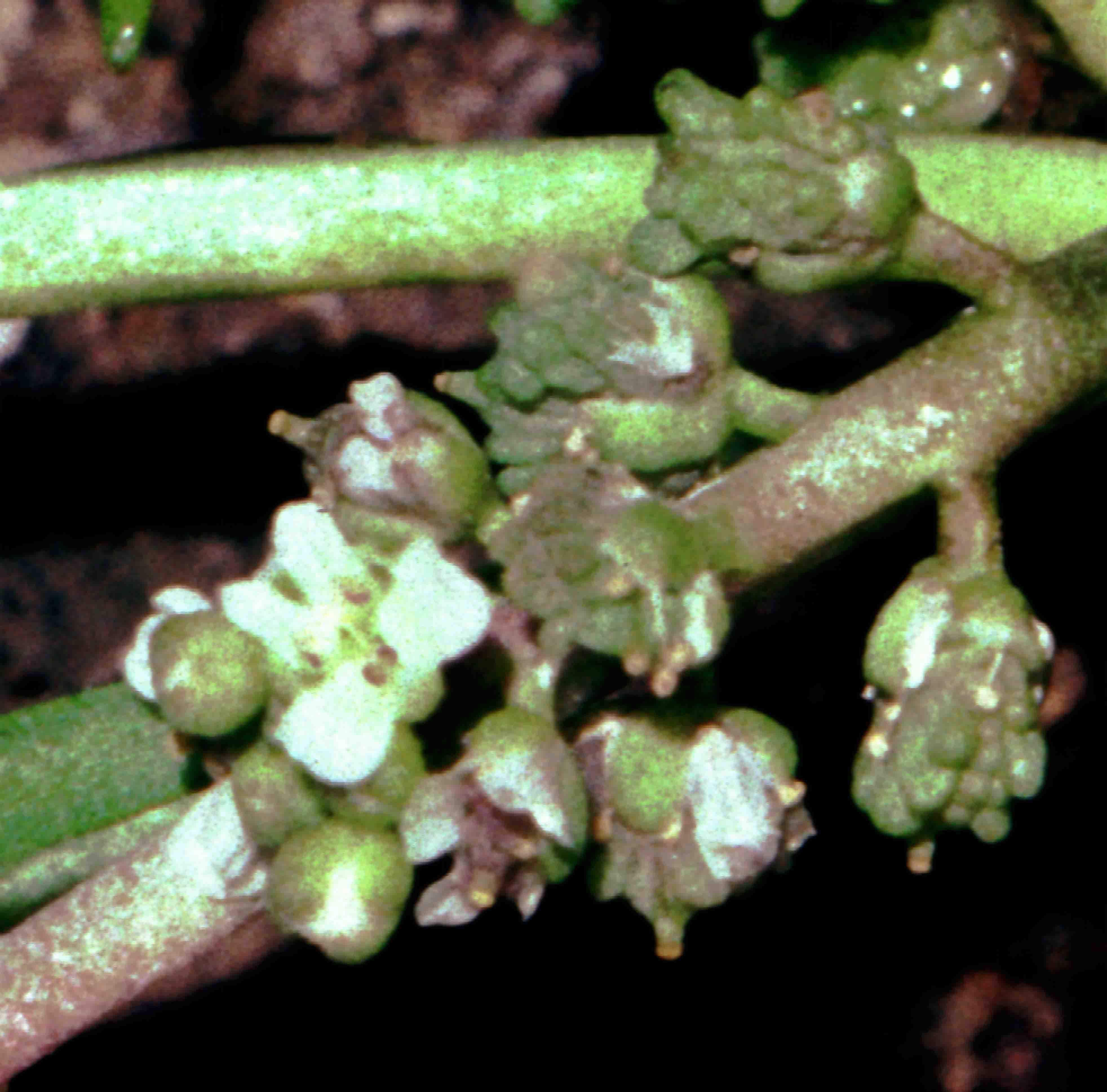
Ausschnittvergrößerung der Blüte mit Früchten

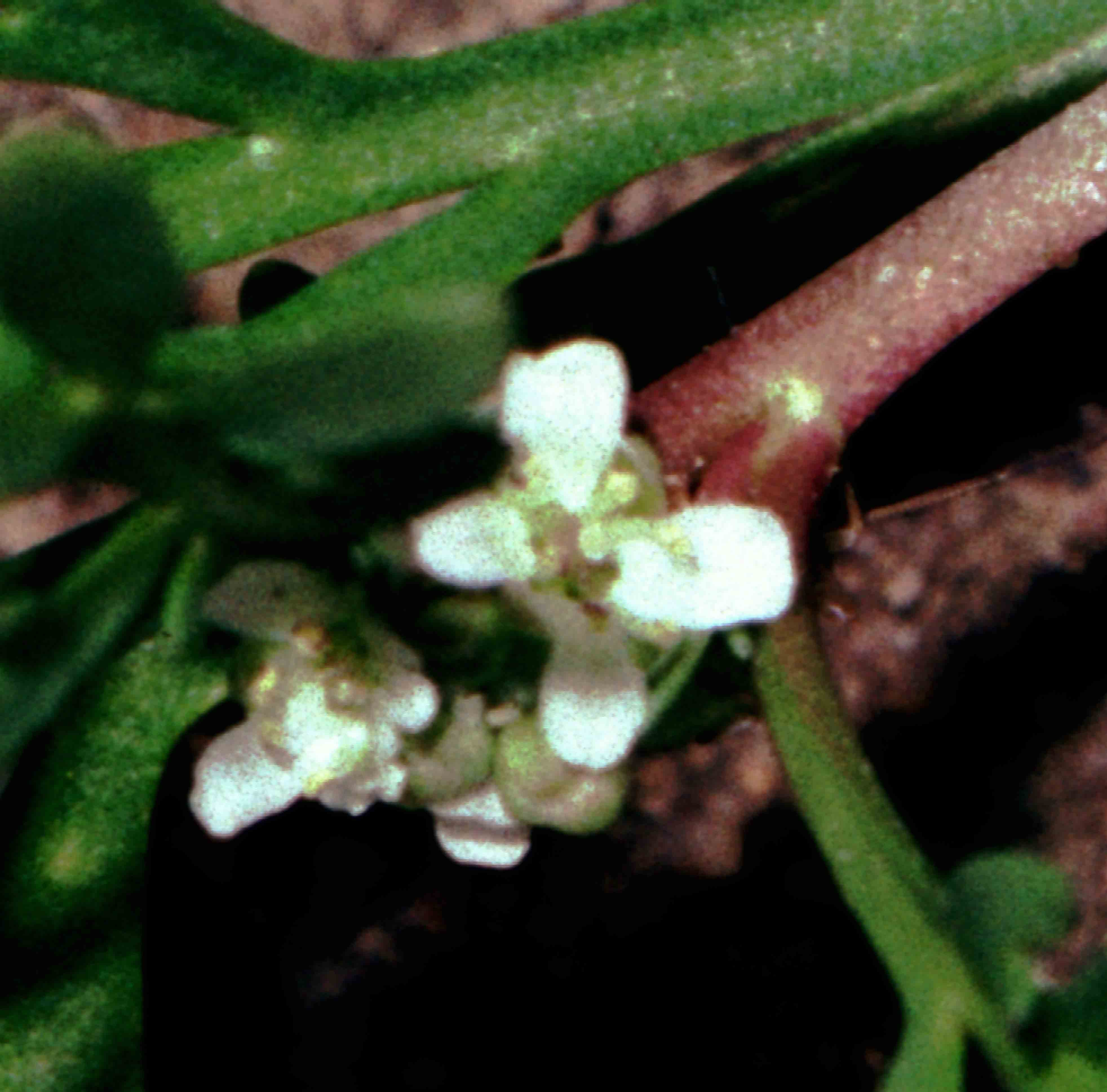
Ausschnittvergrößerung der Blüte

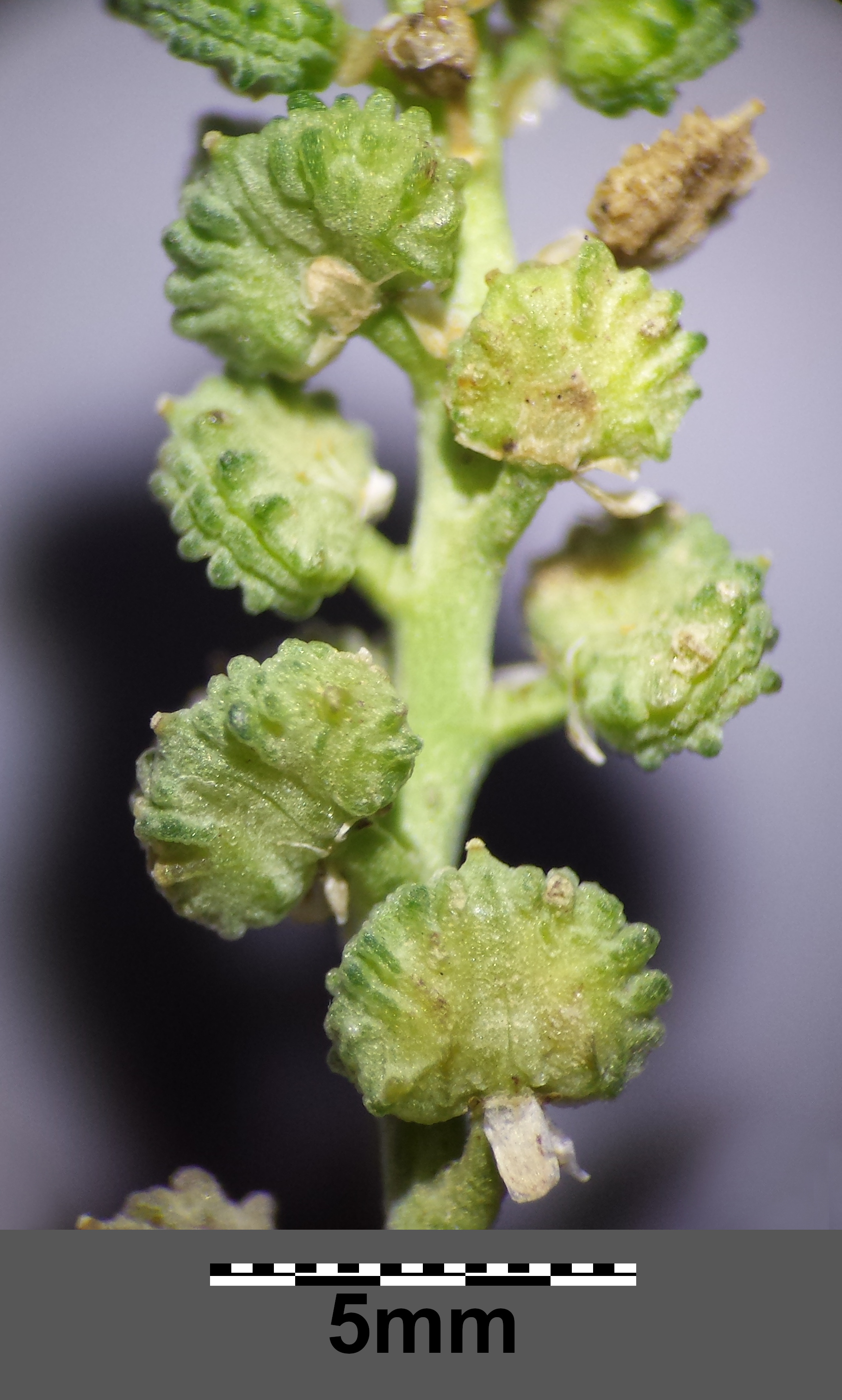
Fruchtstand

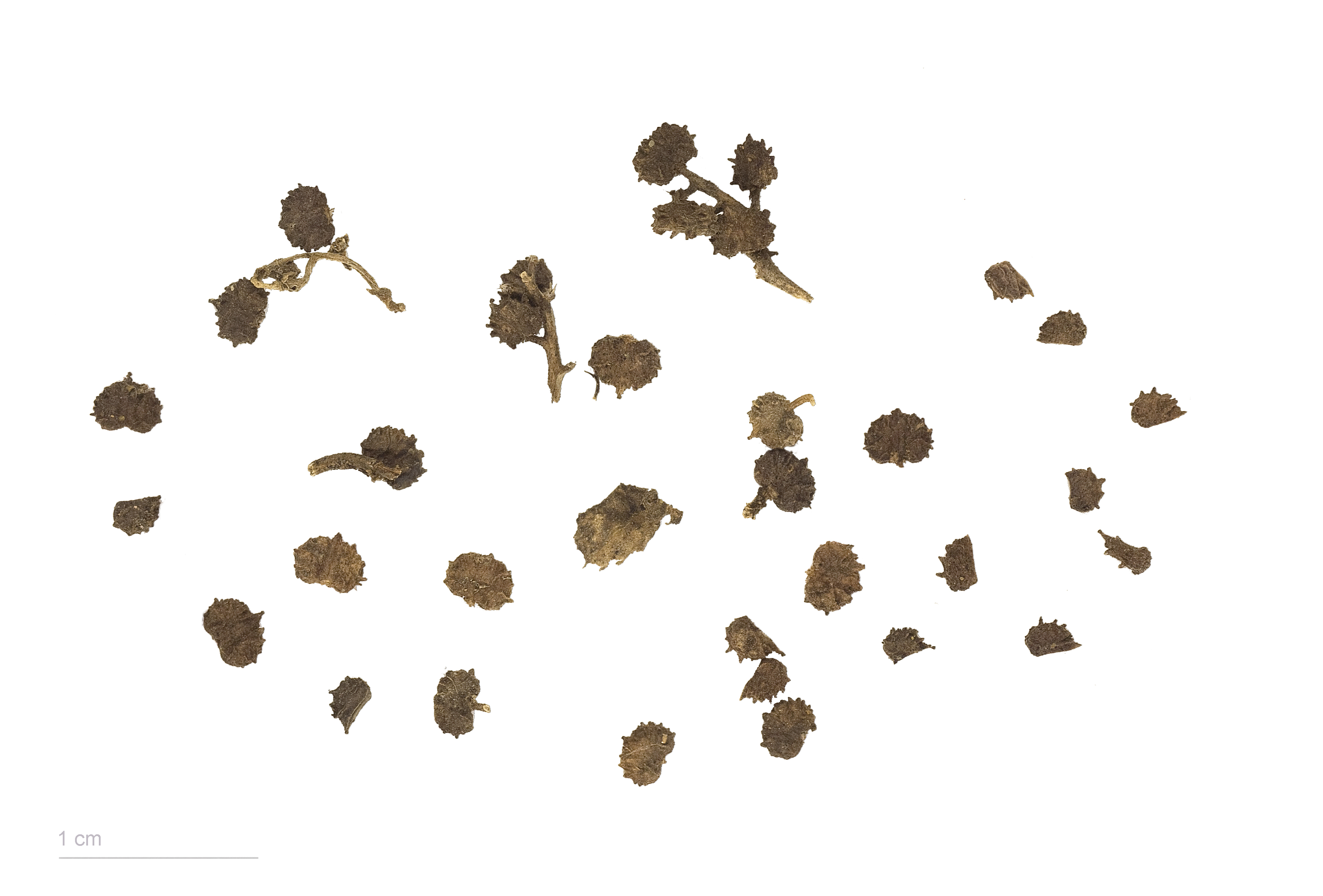
Diasporen

### Vegetative Merkmale
Der Niederliegende Krähenfuß wächst als einjährige oder zweijährige krautige Pflanze und erreicht Wuchshöhen von 5 bis 30 Zentimetern. Der niederliegende oder etwas aufsteigende Stängel ist vom Grunde an stark verzweigt, kahl und meist dem Bogen anliegend. Er ist reich beblättert. Die Laubblätter sind einfach bis doppelt fiederteilig. Sie sind im Umriss lanzettlich. Ihr Endzipfel ist meist einfach; die Fiedern sind fast immer fiederlappig bis fiederteilig.

### Generative Merkmale
Die Blütezeit reichtvorwiegend von Juni bis August. Die Blüten sitzen in knäuelförmigen, traubigen Blütenständen. Die Blütentrauben sind blattgegenständig, aber manchmal am Stängel herablaufend. Die Blütenstiele sind kürzer als die Blüten und die Früchte.
Die zwittrige Blüte ist vierzählig mit doppelter Blütenhülle. Die vier weißen Kronblätter sind bei einer Länge von nur 1 bis 2 Millimetern ein wenig länger als die Kelchblätter. Die Kelchblätter sind rundlich und weiß berandet. Es sind sechs Staubblätter vorhanden.
Die Früchte bei einer Breite von 3,5 bis 4 Millimetern fast nierenförmig, abgeflacht, netzig-runzelig, am Rand mit scharfen Zacken besetzt und dort strahlig gestreift. Sie sind mit einem kegelförmigen kurzen Griffel gekrönt und springen bei der Reife nicht auf. Die Früchte sitzen an 1 bis 2 Millimeter langen dicken Fruchtstielen. Die Samen haben eine Länge von 2 bis 2,5 Millimetern. Sie sind gelbbraun und füllen den Hohlraum ganz aus.
Die Chromosomenzahl beträgt 2n = 32.

## Ökologie
Die Bestäubung erfolgt durch Insekten, es kommt auch Selbstbestäubung vor.
Die Früchte sind in den Monaten Juli bis November vorhanden. Die Ausbreitung der Diasporen erfolgt durch Anheftung im Fell von Tieren oder in der Kleidung von Menschen, wobei die Zacken auf den Früchten wohl hilfreich sein dürften.

## Vorkommen und Gefährdung
Der Niederliegende Krähenfuß kommt ursprünglich in Europa, in Westasien, im Kaukasusraum und in Nordafrika vor. Er ist ein Neophyt in Makaronesien, in Südafrika, in Nordamerika, Australien, Neuseeland und in Chile. Er ist ein mediterran-submediterranes Florenelement. Er kommt in Mitteleuropa ziemlich selten vor. In Österreich ist der Niederliegende Krähenfuß selten im pannonischen Gebiet zu finden und stark gefährdet. In der Schweiz kommt er ebenfalls sehr selten vor. In der Schweiz gilt der Niederliegende Krähenfuß als „stark gefährdet“. Der Niederliegende Krähenfuß tritt in Deutschland nur im mittleren Gebiet zerstreut auf, ansonsten ist er insbesondere in den gebirgigen Gegenden selten bis sehr selten zu finden oder er fehlt ganz. In der Roten Liste der gefährdeten Pflanzenarten Deutschlands wird er in Kategorie 3 = „gefährdet“ geführt.
Der Niederliegende Krähenfuß wächst in Trittpflanzengesellschaften. Er bevorzugt frische, oft auch etwas salzhaltige, stickstoffreiche, schwere, meist tonige Lehmböden. Er ist in Mitteleuropa eine Charakterart des Poo-Coronopetum squamati aus dem Verband Polygonion avicularis.
Die ökologischen Zeigerwerte nach Landolt et al. 2010 sind in der Schweiz: Feuchtezahl F = 3+w+ (feucht aber stark wechselnd), Lichtzahl L = 4 (hell), Reaktionszahl R = 4 (neutral bis basisch), Temperaturzahl T = 4+ (warm-kollin), Nährstoffzahl N = 4 (nährstoffreich), Kontinentalitätszahl K = 2 (subozeanisch), Salztoleranz 1 = tolerant.

## Taxonomie
Die Erstveröffentlichung erfolgte unter dem Namen (Basionym) Cochlearia coronopus durch Carl von Linné. Die Neukombination zu Lepidium coronopus (L.) Al-Shehbaz wurde durch Ihsan Ali Al-Shehbaz in Novon, Volume 14, 2004, S. 156 veröffentlicht. Synonyme für Lepidium coronopus (L.) Al-Shehbaz sind beispielsweise: Lepidium squamatum Forssk., Coronopus procumbens Gilib., Coronopus ruellii All., Senebiera coronopus (L.) Poir., Coronopus squamatus (Forssk.) Asch.

## Nutzung
Die Asche aus Pflanzenteilen war Bestandteil des früher berühmten Stephenschen Geheimmittels gegen Blasensteine.